# Tankokari (ö i Lappland)
Tankokari är en ö i Finland. Den ligger i sjön Makeanveden allas och i kommunen Kemi i den ekonomiska regionen  Kemi-Torneå  och landskapet Lappland, i den norra delen av landet, 600 km norr om huvudstaden Helsingfors. Öns area är 0,6 hektar och dess största längd är 300 meter i sydöst-nordvästlig riktning.